# ヨコシマドンコ
ヨコシマドンコ（横縞鈍甲、Micropercops swinhonis）は流れの穏やかな水域に生息する淡水魚。東アジア原産で、日本では愛知県に最初に移入された。他のドンコ科魚類と比べて小型であり、顔が丸く、ハゼ科魚類に似た姿をしている。

## 分布
日本国内では愛知県の梅田川、茨城県。日本国外ではアムール川水系以南のロシア南東部、中国東部、朝鮮半島、海南島、ベトナム。中央アジアに移植されている模様。

## 形態
全長は5センチメートルで最大8センチメートル。縦列条数は33-37、胸鰭条数14-15。名前のとおり、黄白色の横縞が7-8本程度存在する。尾鰭の後縁は丸い。繁殖期のオスは尾鰭下部から胸鰭が黄色に染まる。顔が丸く、各鰭と腹面に目立つ斑紋はない。

## 生態
原産地では湖沼や池や水路などの純淡水域の流れの緩やかな場所に生息する。雑食性で、水生昆虫や小型の甲殻類を主に捕食するが、藻類なども食べるようである。生態に関する報告は非常に限られ、梅田川で99個体の本種を採捕した調査では、水生昆虫（ユスリカ、コカゲロウ、チョウバエ、シマトビケラ、ミズムシ）、ミジンコを捕食していたと報告している。繁殖期は3-5月頃で、繁殖行動としてトゲウオ目のようなジグザグダンスを行う。石の下部に巣を作って産卵し、産卵は、ドンコと同様に石の裏に親が逆さになって行われるようである。オス親がふ化まで保護を行う。国内では卵仔魚の発生に関する報告がある。

## 外来種問題
国内での初の確認例は2000年の河川水辺の国勢調査で、愛知県豊橋市に流れる2級河川の梅田川の中流域の岸辺で見つかった。その後、茨城県でも発見された。茨城県から関東地方一帯に広がっている恐れがある。侵入経路としては、釣り餌用のエビへの混入が知られている。原産地ではタイリクバラタナゴやモツゴと共に優占する水域があることから、日本においても今後注意が必要である。2016年に梅田川におけるヨコシマドンコおよび同所的に生息する在来魚類の状況から、特に本種が在来種に著しい負の影響を与えていることは確認できないとされている。梅田川のように、従来から分布している場所では普遍的に確認されており、調査時に常に幼魚が確認されている。一方で、どのような生物種においても個体数はいつ増大しても不思議はないため、ヨコシマドンコへの戒を怠らない態勢を維持するべきであり、電気ショッカーとタモ網を併用した駆除が推奨される。

## 利用
観賞魚として流通している。前述の通り日本では外来種として定着しているため、これ以上の分布拡大防止の観点からも飼育個体の遺棄や放流は謹むべきである。